# (60972) Matenko
(60972) Matenko est un astéroïde de la ceinture principale.

## Description
(60972) Matenko est un astéroïde de la ceinture principale. Il fut découvert le 23 mai 2000 à Modra par Adrián Galád et Peter Kolény. Il présente une orbite caractérisée par un demi-grand axe de 2,69 UA, une excentricité de 0,16 et une inclinaison de 11,8° par rapport à l'écliptique.

## Compléments